# Agriocoma
Agriocoma é um gênero de traça pertencente à família Agonoxenidae.